# Leichtathletik-Weltmeisterschaften 2023/Teilnehmer (Japan)
| Goldmedaillen | Silbermedaillen | Bronzemedaillen |
| ------------- | --------------- | --------------- |
| 1             | —               | 1               |

Der Leichtathletikverband von Japan nahm an den Leichtathletik-Weltmeisterschaften 2023 in Budapest teil. 76 Athletinnen und Athleten wurden vom japanischen Verband nominiert.

## Ergebnisse

### Männer

#### Laufdisziplinen
| Athlet                                                            | Disziplin        | Vorlauf        | Vorlauf | Halbfinale | Halbfinale | Finale       | Finale |
| Athlet                                                            | Disziplin        | Zeit           | Platz   | Zeit       | Platz      | Zeit         | Platz  |
| ----------------------------------------------------------------- | ---------------- | -------------- | ------- | ---------- | ---------- | ------------ | ------ |
| Ryūichirō Sakai                                                   | 100 m            | 10,22 s        | 31      | DNQ        | DNQ        | –            | –      |
| Abdul Hakim Sani Brown                                            | 100 m            | 10,07 s SB     | 9       | 9,97 s PB  | 6          | 10,04 s      | 6      |
| Hiroki Yanagita                                                   | 100 m            | 10,20 s        | 28      | 10,14 s    | 17         | DNQ          | DNQ    |
| Shōta Iizuka                                                      | 200 m            | 20,27 s SB     | 11      | 20,54 s    | 18         | DNQ          | DNQ    |
| Koki Ueyama                                                       | 200 m            | 20,66 s        | 31      | DNQ        | DNQ        | –            | –      |
| Towa Uzawa                                                        | 200 m            | 20,34 s        | 15      | 20,33 s    | 13         | DNQ          | DNQ    |
| Yuki Joseph Nakajima                                              | 400 m            | 45,15 s        | 21      | 45,04 s PB | 13         | DNQ          | DNQ    |
| Fuga Satō                                                         | 400 m            | 44,97 s PB     | 16      | 44,88 s PB | 9          | DNQ          | DNQ    |
| Kentarō Satō                                                      | 400 m            | 44,77 s NR     | 7       | 44,99 s    | 11         | DNQ          | DNQ    |
| Hyūga Endō                                                        | 5000 m           | 13:50,49 min   | 34      |            |            | DNQ          | DNQ    |
| Kazuya Shiojiri                                                   | 5000 m           | 13:51,00 min   | 35      |            |            | DNQ          | DNQ    |
| Ren Tazawa                                                        | 10.000 m         |                |         |            |            | 28:25,85 min | 15     |
| Shunsuke Izumiya                                                  | 110 m Hürden     | 13,33 s        | 8       | 13,16 s    | 3          | 13,19 s      | 5      |
| Shunya Takayama                                                   | 110 m Hürden     | 13,35 s        | 10      | 13,34 s    | 13         | DNQ          | DNQ    |
| Taiga Yokochi                                                     | 110 m Hürden     | 14,39 s        | 43      | 14,93 s    | 24         | DNQ          | DNQ    |
| Takayuki Kishimoto                                                | 400 m Hürden     | 50,90 s        | 40      | DNQ        | DNQ        | –            | –      |
| Yūsaku Kodama                                                     | 400 m Hürden     | 50,18 s        | 33      | DNQ        | DNQ        | –            | –      |
| Kazuki Kurokawa                                                   | 400 m Hürden     | 48,71 s SB     | 12      | 48,58 s PB | 13         | DNQ          | DNQ    |
| Ryōma Aoki                                                        | 3000 m Hindernis | 8:20,54 min SB | 10      |            |            | 8:24,77 min  | 14     |
| Ryūji Miura                                                       | 3000 m Hindernis | 8:18,73 min    | 4       |            |            | 8:13,70 min  | 6      |
| Seiya Sunada                                                      | 3000 m Hindernis | 8:38,59 min    | 33      |            |            | DNQ          | DNQ    |
| Kazuya Nishiyama                                                  | Marathon         |                |         |            |            | 2:17:41 h    | 42     |
| Kenya Sonota                                                      | Marathon         |                |         |            |            | 2:16:40 h    | 35     |
| Ichitaka Yamashita                                                | Marathon         |                |         |            |            | 2:11:19 h    | 12     |
| Kōki Ikeda                                                        | 20 km Gehen      |                |         |            |            | 1:19:44 h    | 15     |
| Yūta Koga                                                         | 20 km Gehen      |                |         |            |            | 1:19:02 h SB | 12     |
| Eiki Takahashi                                                    | 20 km Gehen      |                |         |            |            | 1:20:25 h    | 21     |
| Toshikazu Yamanishi                                               | 20 km Gehen      |                |         |            |            | 1:21:39 h    | 24     |
| Masatora Kawano                                                   | 35 km Gehen      |                |         |            |            | 2:25:12 h    | 3      |
| Satoshi Maruo                                                     | 35 km Gehen      |                |         |            |            | 2:25:50 h    | 6      |
| Tomohiro Noda                                                     | 35 km Gehen      |                |         |            |            | 2:29:52 h    | 13     |
| Ryuichiro Sakai Hiroki Yanagita Yūki Koike Abdul Hakim Sani Brown | 4 × 100 m        | 37,71 s SB     | 4       |            |            | 37,83 s      | 5      |
| Naohiro Jinushi Fuga Satō Kentarō Satō Yuki Joseph Nakajima       | 4 × 400 m        | 3:00,39 min SB | 10      |            |            | DNQ          | DNQ    |

#### Sprung/Wurf
| Athlet            | Disziplin      | Qualifikation | Qualifikation | Finale     | Finale |
| Athlet            | Disziplin      | Weite/Höhe    | Platz         | Weite/Höhe | Platz  |
| ----------------- | -------------- | ------------- | ------------- | ---------- | ------ |
| Ryōichi Akamatsu  | Hochsprung     | 2,28 m        | 1             | 2,25 m     | 8      |
| Naoto Hasegawa    | Hochsprung     | 2,25 m SB     | 18            | DNQ        | DNQ    |
| Tomohiro Shinno   | Hochsprung     | 2,18 m        | 31            | DNQ        | DNQ    |
| Tomoya Karasawa   | Stabhochsprung | NM            | NM            | DNQ        | DNQ    |
| Yūki Hashioka     | Weitsprung     | 7,94 m        | 17            | DNQ        | DNQ    |
| Shōtarō Shiroyama | Weitsprung     | 7,46 m        | 32            | DNQ        | DNQ    |
| Hiromichi Yoshida | Weitsprung     | 7,60 m        | 28            | DNQ        | DNQ    |
| Hikaru Ikehata    | Dreisprung     | 16,40 m       | 19            | DNQ        | DNQ    |
| Genki Dean        | Speerwurf      | 79,21 m       | 14            | DNQ        | DNQ    |
| Kenji Ogura       | Speerwurf      | 76,65 m       | 22            | DNQ        | DNQ    |
| Yuta Sakiyama     | Speerwurf      | NM            | NM            | DNQ        | DNQ    |

#### Zehnkampf
| Athlet        | Disziplin | 100 m      | Weitsprung | Kugelstoßen | Hochsprung | 400 m   | 110 m Hürden | Diskuswurf | Stabhochsprung | Speerwurf  | 1500 m         | Punkte  | Platz |
| ------------- | --------- | ---------- | ---------- | ----------- | ---------- | ------- | ------------ | ---------- | -------------- | ---------- | -------------- | ------- | ----- |
| Yuma Maruyama | Ergebnis  | 10,90 s SB | 7,00 m     | 13,40 m     | 1,96 m     | 50,75 s | 14,18 s SB   | 41,56 m SB | 4,60 m         | 60,14 m SB | 4:32,01 min PB | 7844 PB | 15    |
| Yuma Maruyama | Platz     | 19         | 21         | 18          | 14         | 17      | 6            | 15         | 15             | 9          | 9              | 7844 PB | 15    |
| Yuma Maruyama | Punkte    | 883        | 814        | 692         | 767        | 780     | 951          | 696        | 790            | 740        | 730            | 7844 PB | 15    |

### Frauen

#### Laufdisziplinen
| Athletin        | Disziplin    | Vorlauf         | Vorlauf | Halbfinale  | Halbfinale | Finale          | Finale |
| Athletin        | Disziplin    | Zeit            | Platz   | Zeit        | Platz      | Zeit            | Platz  |
| --------------- | ------------ | --------------- | ------- | ----------- | ---------- | --------------- | ------ |
| Arisa Kimishima | 100 m        | 11,73 s         | 45      | DNQ         | DNQ        | –               | –      |
| Remi Tsuruta    | 200 m        | 23,49 s         | 37      | DNQ         | DNQ        | –               | –      |
| Yume Gotō       | 1500 m       | 4:10,22 min     | 46      | DNQ         | DNQ        | –               | –      |
| Nozomi Tanaka   | 1500 m       | 4:04,36 min SB  | 26      | 4:06,71 min | 23         | DNQ             | DNQ    |
| Ririka Hironaka | 5000 m       | 15:11,16 min SB | 21      |             |            | DNQ             | DNQ    |
| Nozomi Tanaka   | 5000 m       | 14:37,98 min NR | 6       |             |            | 14:58,99 min    | 8      |
| Yuma Yamamoto   | 5000 m       | 16:05,57 min    | 38      |             |            | DNQ             | DNQ    |
| Rino Goshima    | 10.000 m     |                 |         |             |            | 33:20,38 min    | 20     |
| Ririka Hironaka | 10.000 m     |                 |         |             |            | 31:35,12 min SB | 7      |
| Masumi Aoki     | 100 m Hürden | 13,26 s         | 39      | DNQ         | DNQ        | –               | –      |
| Yumi Tanaka     | 100 m Hürden | 13,12 s         | 34      | DNQ         | DNQ        | –               | –      |
| Asuka Terada    | 100 m Hürden | 13,15 s         | 36      | DNQ         | DNQ        | –               | –      |
| Eri Utsunomiya  | 400 m Hürden | 57,98 s         | 39      | DNQ         | DNQ        | –               | –      |
| Ami Yamamoto    | 400 m Hürden | 57,76 s         | 37      | DNQ         | DNQ        | –               | –      |
| Rika Kaseda     | Marathon     |                 |         |             |            | 2:31:53 h       | 19     |
| Mizuki Matsuda  | Marathon     |                 |         |             |            | 2:29:15 h       | 13     |
| Sayaka Sato     | Marathon     |                 |         |             |            | 2:31:57 h       | 20     |
| Nanako Fujii    | 20 km Gehen  |                 |         |             |            | 1:30:10 h       | 14     |
| Yukiko Umeno    | 20 km Gehen  |                 |         |             |            | 1:36:52 h       | 35     |
| Ayane Yanai     | 20 km Gehen  |                 |         |             |            | 1:34:59 h       | 30     |
| Masumi Fuchise  | 35 km Gehen  |                 |         |             |            | 2:52:57 h PB    | 14     |
| Serena Sonoda   | 35 km Gehen  |                 |         |             |            | 2:46:32 h       | 7      |

#### Sprung/Wurf
| Athletin         | Disziplin  | Qualifikation | Qualifikation | Finale     | Finale |
| Athletin         | Disziplin  | Weite/Höhe    | Platz         | Weite/Höhe | Platz  |
| ---------------- | ---------- | ------------- | ------------- | ---------- | ------ |
| Sumire Hata      | Weitsprung | 6,41 m        | 23            | DNQ        | DNQ    |
| Mariko Morimoto  | Dreisprung | 13,64 m       | 26            | DNQ        | DNQ    |
| Maoko Takashima  | Dreisprung | 13,34 m       | 34            | DNQ        | DNQ    |
| Maki Saitō       | Diskuswurf | 53,20 m       | 36            | DNQ        | DNQ    |
| Haruka Kitaguchi | Speerwurf  | 63,27 m       | 3             | 66,73 m    | 1      |
| Marina Saitō     | Speerwurf  | 58,95 m       | 15            | DNQ        | DNQ    |
| Momone Ueda      | Speerwurf  | 56,19 m       | 21            | DNQ        | DNQ    |